# KAZUYOSHI SAITO LIVE TOUR 2015-2016 “風の果てまで” Live at 日本武道館 2016.5.22
『KAZUYOSHI SAITO LIVE TOUR 2015-2016 “風の果てまで” Live at 日本武道館 2016.5.22』（カズヨシ・サイトウ・ライブツアー2015-2016“かぜのはてまで”ライブ・アット・にっぽんぶどうかん）は斉藤和義8枚目のライブ・アルバム。2016年9月21日発売。発売元はSPEEDSTAR RECORDS。規格品番：VICL-64650/1（日替り弾き語り音源CD付初回盤はVIZL-1350）。

## 解説
2016年5月22日、アルバム「風の果てまで」を携えたツアーの日本武道館で開催された「KAZUYOSHI SAITO LIVE TOUR 2015-2016 “風の果てまで” Live at 日本武道館」公演の模様を録音したライブ・アルバム（初回盤：CD3枚・37曲、通常盤：CD2枚・24曲）。
同日、本作の映像作品がBlu-rayとDVDで発売された。

## 収録曲
全曲　作詞・作曲・編曲：斉藤和義

### Disc.1
1. 風の果てまでのテーマ　（01:37）
2. あこがれ　（05:25）
3. ワンダーランド　（04:02）
4. 君の顔が好きだ　（07:03）
5. 攻めていこーぜ!　（04:02）
6. ウサギとカメ　（05:20）
7. 夢の果てまで　（04:53）
8. Player　（06:13）
9. 劇的な瞬間　（04:05）
10. 恋　（06:40）
11. シンデレラ　（05:37）
12. 青い光　（11:37）
13. Summer Days　（12:29）

### Disc.2
1. アバリヤーリヤ　（08:40）
2. さよならキャディラック　（02:53）
3. 傷口　（06:20）
4. やさしくなりたい　（06:56）
5. 歩いて帰ろう　（05:19）
6. 何処へ行こう　（05:33）
7. 時が経てば　（09:11）
8. (ENCORE)Endless　（03:36）
9. (ENCORE)マディウォーター　（03:59）
10. (ENCORE)ずっと好きだった　（05:06）
11. (ENCORE)ドント・ウォーリー・ビー・ハッピー　（15:08）

### Disc.3　初回盤付属・日替り弾き語り音源CD
1. 小さなお願い （Live at 市川市文化会館 2015.11.21）　（02:51）
2. アゲハ （Live at 神奈川県民ホール 2015.11.26）　（05:19）
3. 寒い冬だから （Live at ニトリ文化ホール 2015.12.6）　（04:17）
4. 誰かの冬の歌 （Live at 福井フェニックス・プラザ 2016.1.11）　（04:15）
5. 虹 （Live at 府中の森芸術劇場 2016.3.5）　（04:48）
6. 桜 （Live at ロームシアター京都 2016.3.29）　（05:16）
7. ハミングバード （Live at 旭川市民文化会館 2016.4.15）　（05:11）
8. I Love Me （Live at 富山オーバード・ホール 2016.4.24）　（04:49）
9. やわらかな日 （Live at 名古屋国際会議場センチュリーホール 2016.5.7）　（05:24）
10. 僕の踵はなかなか減らない （Live at 大阪城ホール 2016.5.15）　（06:06）
11. tokyo blues （Live at 日本武道館 2016.5.21）　（05:13）
12. ハローグッバイ （Live at とりぎん文化会館 2016.5.27）　（04:58）
13. Are you ready? （Live at 姫路市文化センター 2016.6.1）　（06:07）